# Atrophaneura semperi
Atrophaneura semperi är en fjärilsart som först beskrevs av Felder 1861.  Atrophaneura semperi ingår i släktet Atrophaneura och familjen riddarfjärilar. Inga underarter finns listade i Catalogue of Life.

## Bildgalleri

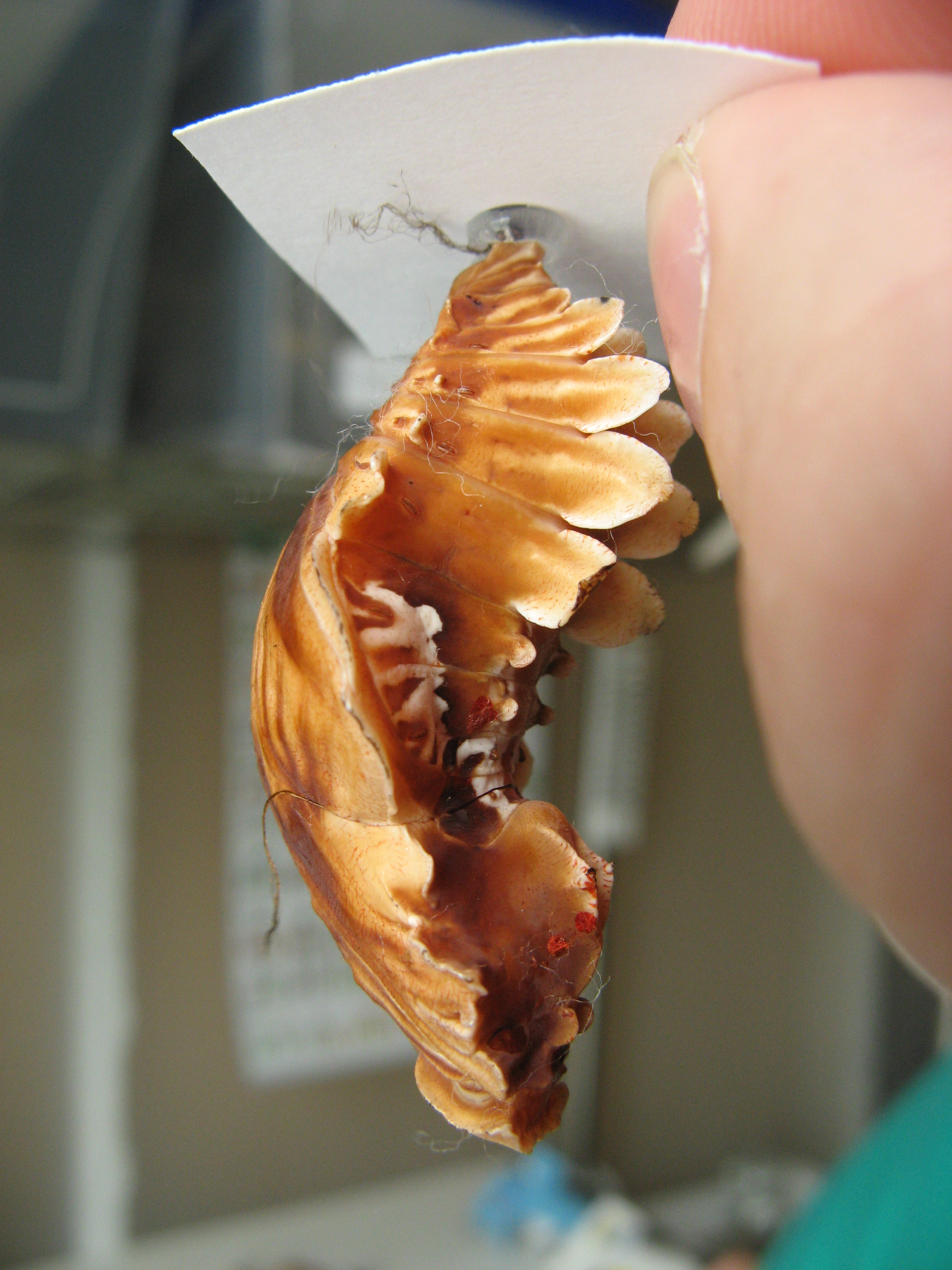
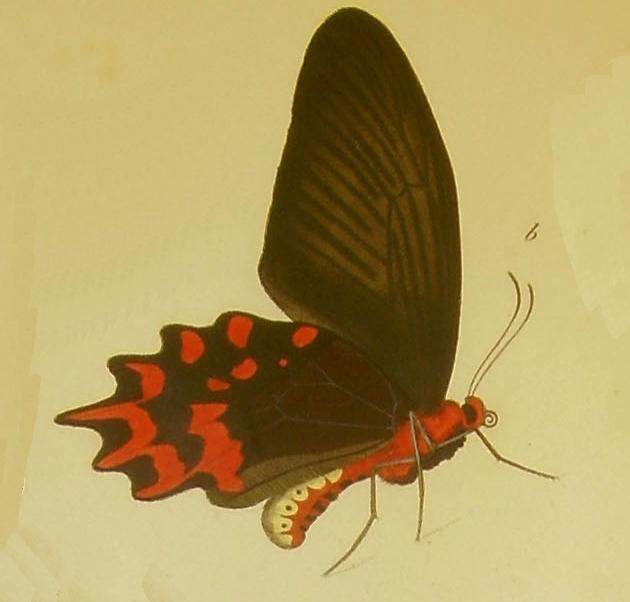